# Mamelia velox
Mamelia velox är en stekelart som beskrevs av André Seyrig 1952. Mamelia velox ingår i släktet Mamelia och familjen brokparasitsteklar. Inga underarter finns listade i Catalogue of Life.